# Дибровка (Днепропетровская область)
Дибровка (укр. Дібрівка) — село,
Письменский поселковый совет,
Васильковский район,
Днепропетровская область,
Украина.
Код КОАТУУ — 1220755404. Население по переписи 2001 года составляло 238 человек.

## Географическое положение
Село Дибровка находится в 3,5 км от правого берега реки Средняя Терса,
примыкает к пгт Письменное.
По селу протекает пересыхающий ручей с запрудой.
Рядом проходит железная дорога, станция Письменная в 1-м км.